# Krámpack
Krámpack è un film del 2000 diretto da Cesc Gay.
Fu presentato nella Settimana internazionale della critica del 53º Festival di Cannes.

## Trama
Spagna, estate 1999: i genitori partono per le vacanze, e il sedicenne Dani rimane solo in casa. Di lì a poco lo raggiunge l'amico e coetaneo Nico e i due si apprestano a trascorrere la villeggiatura insieme.
Nico rivela a Dani di voler perdere la verginità e l'occasione per farlo sembra arrivare quando i due diventano l'oggetto del desiderio di due ragazzine.
Ma c'è un "ma": i due adolescenti erano stati in passato complici di giochi di masturbazione reciproca (e forse, lascia intuire il regista, di qualche intimità sessuale in più), ma quest'anno per la prima volta la cosa è diversa: sono entrambi ormai giovani adulti, e ora Dani si rende conto del fatto che quello che fino all'anno prima era solo un gioco ha improvvisamente smesso di essere tale. Ormai prova per Nico un'attrazione e un desiderio che vanno ben al di là del semplice gioco sessuale fra ragazzi.
Al contrario Nico, i cui desideri sono decisamente e potentemente eterosessuali, considera quel "gioco di mano" (per il quale i due hanno inventato una parola in codice, "krámpack", per poterne parlare senza che gli adulti comprendessero) come parte di un passato che l'avvicinarsi dell'età adulta gli permetterà di lasciarsi definitivamente alle spalle.
Dani oscillerà fra desiderio di rivelare il suo amore all'amico, la paura dei sentimenti che scopre dentro di sé, e il desiderio di lasciarsi andare ed accettarsi per quello che ha scoperto di essere (in una potente scena si offre brutalmente al "gay del villaggio" per un'iniziazione che gli bruci i ponti dietro le spalle, mentre il suo "iniziatore" esita, pure essendo attratto da lui, sapendo che non è quello il modo di attraversare il guado. E infatti non riesce ad esserlo: l'innamoramento, scopre Dani, è cosa ben diversa dal puro sesso).
In parallelo alla sua storia scorre quella di Nico, che a sua volta s'avvicina al "rito d'iniziazione" della "prima volta" eterosessuale, con maggiore baldanza, ma anch'egli con tutte le ingenuità e le attese, le speranze e le incertezze dell'età. Il film si regge insomma sulle storie parallele di due amici, o meglio su due storie che dovrebbero a rigor di logica essere parallele, e che invece divergono a causa del differente giudizio sociale e morale rispetto ad  eterosessualità ed omosessualità.
I due ragazzi troveranno però nell'amicizia e soprattutto nel rispetto delle differenze reciproche la soluzione al problema, con un finale ottimistico.

## Distribuzione
Per l'uscita in vhs in Italia, al film è stato aggiunto il sottotitolo “La legge dell'istinto”, forse per richiamare l'almodovariano La legge del desiderio.